# ナメハダタマオヤモリ
ナメハダタマオヤモリ（滑肌玉尾守宮、Nephrurus levis）はタマオヤモリ属の一種。

## 形態
全長12cm。和名の通り、皮膚には棘状の突起等は見られず滑らか。尾は短く、木の葉状で先端が球状になる。

## 亜種
- Nephrurus levis levis De Vis, 1886 ナイリクナメハダタマオヤモリ Common smooth knob-tailed gecko - 基亜種。オーストラリア中部に分布。虹彩が黒い。
- Nephrurus levis occidentalis Storr, 1963 ニシナメハダタマオヤモリ Western smooth knob-tailed gecko - 西オーストラリア州南部。尾が太い。
- Nephrurus levis pilbarensis Storr, 1963 ピルバラナメハダタマオヤモリ Pilbara smooth knob-tailed gecko - 西オーストラリア州北部。背面に縦縞が入る。虹彩が灰色。

## 生態
砂漠や荒地等に生息する。夜行性で、昼間は地面に掘った巣穴の中で休み、熱さや乾燥、外敵から身を守る。
食性は動物食で、昆虫類、節足動物等を食べる。
繁殖形態は卵生で、1回に2個の卵を数回に分けて産む。オスはメスの頭部に噛みついたり総排出腔を舐めて、交尾を迫る。

## 人間との関係
ペットとして飼育されることもあり、日本にも輸入されている。本種の生息地であるオーストラリアは国内に生息する野生動物の輸出を禁止しているため、過去に研究用や動物園での展示用に輸出された個体からの繁殖個体のみが流通する。そのため流通量葉は少なく極めて高価ではあるものの、日本国内も含めた飼育下繁殖例は増加傾向にあるようで流通量も以前に比べると増加している。タマオヤモリ属内では流通量は多い。主に基亜種が流通する。普段は巣穴の中に潜んでいるため、砂を厚く敷いたケージで飼育される。レイアウトとして岩や市販のシェルター等を設置することもあるが、砂の上に置いただけでは下に巣穴を掘った場合崩落して下敷きになる恐れがあるため岩やシェルターを設置した後に床材を敷く。性質が神経質かつ臆病なためできれば落ち着いた環境で飼育し、掴んだりするようなことは避けた方がよい。昼夜の温度差をつけるため、昼間には小型のスポットライト等で局所的な熱源を作る。昼間は巣穴で生活するため過度の乾燥に弱い。巣穴の崩落を防ぐ目的も兼ね、砂の表面は乾燥し底は湿っているとよいとされる。もしくは市販されているウェットシェルター（素焼きで上部に水を張ることができ、水が浸透する。）が用いられる。